# Irenosyrinx hypomela
Irenosyrinx hypomela là một loài ốc biển, là động vật thân mềm chân bụng sống ở biển trong họ Turridae.

## Miêu tả
Loài này có vỏ dài 59 mm

## Phân bố
Loài này phân bố ở vùng biển Châu Âu dọc theo British Isles, ở Đại Tây Dương dọc theo Tây Phi và Biển Sargasso, and in Biển Caribe dọc theo Cuba.